# Departament Sprawiedliwości Ministerstwa Spraw Wojskowych
Departament Sprawiedliwości Ministerstwa Spraw Wojskowych (Dep. Sprawiedl. MSWojsk.) - organ pracy Ministra Spraw Wojskowych właściwy w sprawach służby sprawiedliwości (sądy i prokuratura wojskowa oraz więziennictwo wojskowe). Działał w ramach Ministerstwa Spraw Wojskowych pod różnymi nazwami od 1918 do 18 września 1939.

## Struktura organizacyjna
W grudniu 1918 powołano do życia Departament II Wojskowo-Prawny Ministerstwa Spraw Wojskowych. W jego strukturze organizacyjnej znajdowały się:
- Sekcji Ustaw (od stycznia 1919)
  - Wydział Personalny (od 16 kwietnia 1919)
- Sekcji Konsultacji Prawnej (od stycznia 1919)
- Kancelarii Departamentu (od stycznia 1919)
- Urząd rejestracji kar dla osób zasądzonych przez sądy wojskowe (od 21 lipca 1919)

10 grudnia 1919 Departament II Prawno-Wojskowy M.S.Wojsk. został przemianowany na Departament VI Wojsko-Prawny o następującej strukturze i obsadzie personalnej:
- szef departamentu - gen. ppor. KS Aleksander Pik
- szef Sekcji Organizacyjno-Sądowej - mjr KS Marian Dąbrowski
- szef Sekcji Ustawodawczej - mjr KS Jan Krzakowski
- szef Sekcji Konsultacji Prawnej - mjr KS Jan Grzegorz Rzymowski
- szef Referatu Personalnego - kpt. Walter
- naczelnik kancelarii - por. Chrzan

Dnia 1 marca 1920 roku Departament II Wojskowo-Prawny został przemianowany na Oddział VI Prawny Sztabu M.S.Wojsk. 10 marca 1920 Naczelny Wódz mianował szefa oddziału i szefów sekcji.
- szef oddziału - gen. ppor. KS Aleksander Pik
- pomocnik szefa oddziału - ppłk KS / gen. ppor. KS Jakub Krzemieński
- Kancelaria Oddziału
- szef Sekcji 1 Organizacyjno Sądowej - mjr KS Bronisław Karol Sikorski
  - Wydział I Organizacyjny
  - Wydział II Więziennictwo i Statystyczny
- szef Sekcji 2 Ustawodawczej - mjr KS Emil Franciszek Mecnarowski
  - Wydział I Ustaw Administracyjnych
  - Wydział II Ustaw Sądowych
  - Wydział III Kodyfikacyjny
  - Wydział IV Ustaw Gospodarczych i Zaopatrzenia Armii
- szef Sekcji 3 Konsultacji Prawnej - mjr KS Gerard Armiński
  - Wydział I Cywilno-Administracyjny
  - Wydział II Karny
  - Wydział III Główny referent prawny M.S.Wojsk.

10 sierpnia 1921, z chwilą wejścia w życie pokojowej organizacji Ministerstwa Spraw Wojskowych, Oddział VI Prawny został przeformowany w Departament IX Sprawiedliwości o następującej strukturze i obsadzie personalnej:
- szef departamentu - gen. ppor. KS Aleksander Pik
- szef Wydziału Ogólno-Sądowego (Organizacji Sądownictwa) - płk KS dr. Bronisław Karol Sikorski
- szef Wydziału Więziennictwa - ppłk Józef Zacharzewski
- szef Wydziału Spraw Karnych - płk KS dr Gerard Armiński

Od sierpnia 1923 do 11 lipca 1924 w strukturze departamentu występował Wydział Prawny.
11 lipca 1924 dotychczasowy Wydział Organizacji Sądownictwa został przemianowany na Wydział Ogólny, a w 1936 na Administracji Sądownictwa i Więziennictwa. Utworzono Wydział Konsultacji Prawnej i Samodzielny Referat Ustawodawczy, a zlikwidowano Wydział Więziennictwa.
W lipcu 1924 Minister Spraw Wojskowych, w uzupełnieniu rozporządzenia Sztabu Generalnego L.dz. 8670/Org. z 1921 „Organizacja służby sprawiedliwości na czas pokoju” oraz rozporządzenia Sztabu Generalnego L.dz. 4900/Org. z 1921 „Organizacja Ministerstwa Spraw Wojskowych na czas pokoju”, wydał rozkaz dzienny Nr 89, w którym sprecyzował zadania szefa Departamentu Sprawiedliwości i Naczelnego Prokuratora Wojskowego.
W lutym 1925 Samodzielny Referat Ustawodawczy został podniesiony do rangi wydziału, a Wydział Spraw Karnych przemianowany na Wydział Spraw Karnych i Nadzoru Prokuratorskiego.
19 maja 1927 Minister Spraw Wojskowych, marszałek Polski Józef Piłsudski zniósł numerację departamentów, a dla dotychczasowego Departamentu IX ustalił nazwę „Departament Sprawiedliwości”.
W styczniu 1930 w skład departamentu został włączony samodzielny referat personalny.
Obsada personalna Departamentu Sprawiedliwości Ministerstwa Spraw Wojskowych w sierpniu 1939 r.:
- szef departamentu - gen. bryg. Teofil Maresch,
- zastępca szefa departamentu - płk aud. Kazimierz Słowikowski,
- szef Wydziału Administracji Sądownictwa i Więziennictwa - ppłk aud. Kazimierz Sarnicki,
- szef Wydziału Ustawodawczego - płk aud. Bolesław Matzner,
- szef Wydziału Spraw Karnych i Nadzoru Prokuratorskiego - ppłk aud. Artur Saturnin Adam Wiśniewski,
- szefa Wydziału Konsultacji i Następstwa Prawnego - ppłk aud. Jerzy Węsierski[3].

1 września 1939 w Kwaterze Głównej Naczelnego Wodza zostało utworzone Szefostwo Służby Sprawiedliwości. Na stanowisko naczelnego szefa służby sprawiedliwości został wyznaczony gen. bryg. Teofil Maresch, dotychczasowy szef Departamentu Sprawiedliwości i Naczelny Prokurator Wojskowy. Szefostwo składało się z trzech komórek organizacyjnych: referatu ogólnego, samodzielnego referatu konsultacji prawnej i samodzielnego referatu spraw karnych. W szefostwie pełniło służbę sześciu oficerów audytorów (szef i pięciu referentów) oraz dziewięciu podoficerów i szeregowców stanowiących personel pomocniczy. Do ewakuacji w dniu września 1939 Szefostwo Służby Sprawiedliwości KG NW mieściło się przy ulicy Ludwika Narbutta 33 w Warszawie.
Obsada personalna Szefostwa Służby Sprawiedliwości KG NW:
- gen. bryg. Teofil Karol Maresch,
- płk aud. Kazimierz Słowikowski[5],
- ppłk aud. Jerzy Węsierski[6],
- ppłk aud. Tomasz Marian Żuk-Rybicki[7],
- ppłk aud. Henryk Rzewuski,
- ppłk aud. Zygmunt Piotr Rumiński,
- kpt. aud. Stanisław Rodziewicz[8][4].

Przy Kwaterze Głównej NW funkcjonował Sąd Polowy Nr 76 w składzie trzech oficerów audytorów. Szefem sądu został ppłk aud. Kazimierz Sarnicki, dotychczasowy szef Wydziału Administracji Sądownictwa i Więziennictwa.

## Obsada personalna departamentu
Kierownictwo Departamentu
Formalnie Departamentem kierował II Wiceminister Spraw Wojskowych, przez Szefa Departamentu. Szef Departamentu Sprawiedliwości był jednocześnie Naczelnym Prokuratorem Wojskowym. Zastępca Szefa, był odpowiednio Zastępcą Naczelnego Prokuratora Wojskowego.
Szefowie departamentu
- gen. ppor. KS / gen. bryg. Aleksander Pik (20 XI 1918 - 31 VII 1924[9])
- gen. bryg. Kamil Seyfried (31 VII 1924[10] - 22 I 1925)
- gen. bryg. Edward Gruber (22 I 1925[11] - 22 V 1926[12])
- gen. bryg. Józef Daniec (22 V 1926 - 31 XII 1932)
- płk aud. / gen. bryg. Teofil Karol Maresch (1 I 1933 - IX 1939)
- płk aud. Kazimierz Słowikowski (1 - 18 IX 1939[13])

Zastępcy szefa departamentu
- ppłk KS Jakub Krzemieński (21 III 1919 - 10 III 1920)
- płk KS dr Gerard Armiński (1923)
- płk KS Jan Grzegorz Rzymowski (do 22 I 1925)
- płk KS Emil Franciszek Mecnarowski (22 I 1925 - 1930)
- płk Mikołaj Kostecki (26 III 1931 - 20 III 1932)
- płk KS Teofil Karol Maresch (V 1932 - 31 XII 1932)
- płk KS dr Marian Kazimierz Buszyński (1933[14] - 1934[15])
- płk aud. Kazimierz Słowikowski (do 31 VIII 1939[13])

Ważniejsze osoby pełniące funkcje kierownicze w Departamencie.
- płk Stanisław Libkind-Lubodziecki - szef wydziału ustawodawczego 1922-1927
- płk Bronisław Karol Sikorski - szef sekcji 1918-1921
- mjr Tadeusz Antoni Porębski - referent i szef wydziału 1928-1934

Obsada personalna departamentu w marcu 1939
- szef departamentu – gen. bryg. Teofil Maresch(*)[b]
- zastępca szefa departamentu – płk aud. Kazimierz Słowikowski(*)[b]
- szef Wydział Administracji Sądowej i Więziennictwa – mjr mgr Stanisław Mazanowski †1940 Katyń
- szef Wydziału Ustawodawczego – ppłk aud. dr Artur Wiśniewski †1940 Katyń
- szef Wydziału Spraw Karnych i Nadzoru Prokuratorskiego – ppłk aud. dr Kazimierz Sarnicki
- szef Wydziału Konsultacji Prawnej i Zastępstw – ppłk Jerzy Węsierski
- kierownik referatu więziennictwa – mjr adm. (int.) Józef Erazm Wójcik †1940 Katyń
- kierownik referatu konsultacji prawnych – mjr mgr Telesfor Sójka
- kierownik referatu – mjr mgr Juliusz Zbigniew Bross †1940 Kalinin
- kierownik referatu – mjr mgr Zdzisław Majewski †1940 Katyń
- kierownik referatu – kpt. mgr Janusz Konstanty Plocer †1940 Katyń
- kierownik referatu – kpt. mgr Przygodski Wojsław

## Opracowania Departamentu
Opracowania w znacznej części powstałe dzięki inicjatywie, lub współpracy Departamentu Sprawiedliwości M.S.Wojsk.:
- Rozporządzenie Prezydenta Rzeczypospolitej z dnia 21 października 1932 r. - Kodeks karny wojskowy[19],
- Dekret Prezydenta Rzeczypospolitej z dnia 29 września 1936 r. - Kodeks wojskowego postępowania karnego[20],
- Regulamin dla wojskowych prokuratorów okręgowych i oficerów sądowych przy wojskowych sądach rejonowych, Warszawa 1936,
- Wojskowy Przegląd Prawniczy.